# Villa hyalina
Villa hyalina är en tvåvingeart som först beskrevs av Christian Rudolph Wilhelm Wiedemann 1821.  Villa hyalina ingår i släktet Villa och familjen svävflugor. Inga underarter finns listade i Catalogue of Life.